# Ano Doliana
Ano Doliana (Ano care înseamnă „superior”, greacă Άνω Δολιανά, pronunție în greacă modernă [ano ðolianaː]) sau pur și simplu Doliana, este un sat montan construit din piatră în municipalitatea Kynouria de Nord, în estul Arcadiei, Grecia.  Din 2011 avea 90 de locuitori. Este o așezare tradițională protejată.  

## Activități

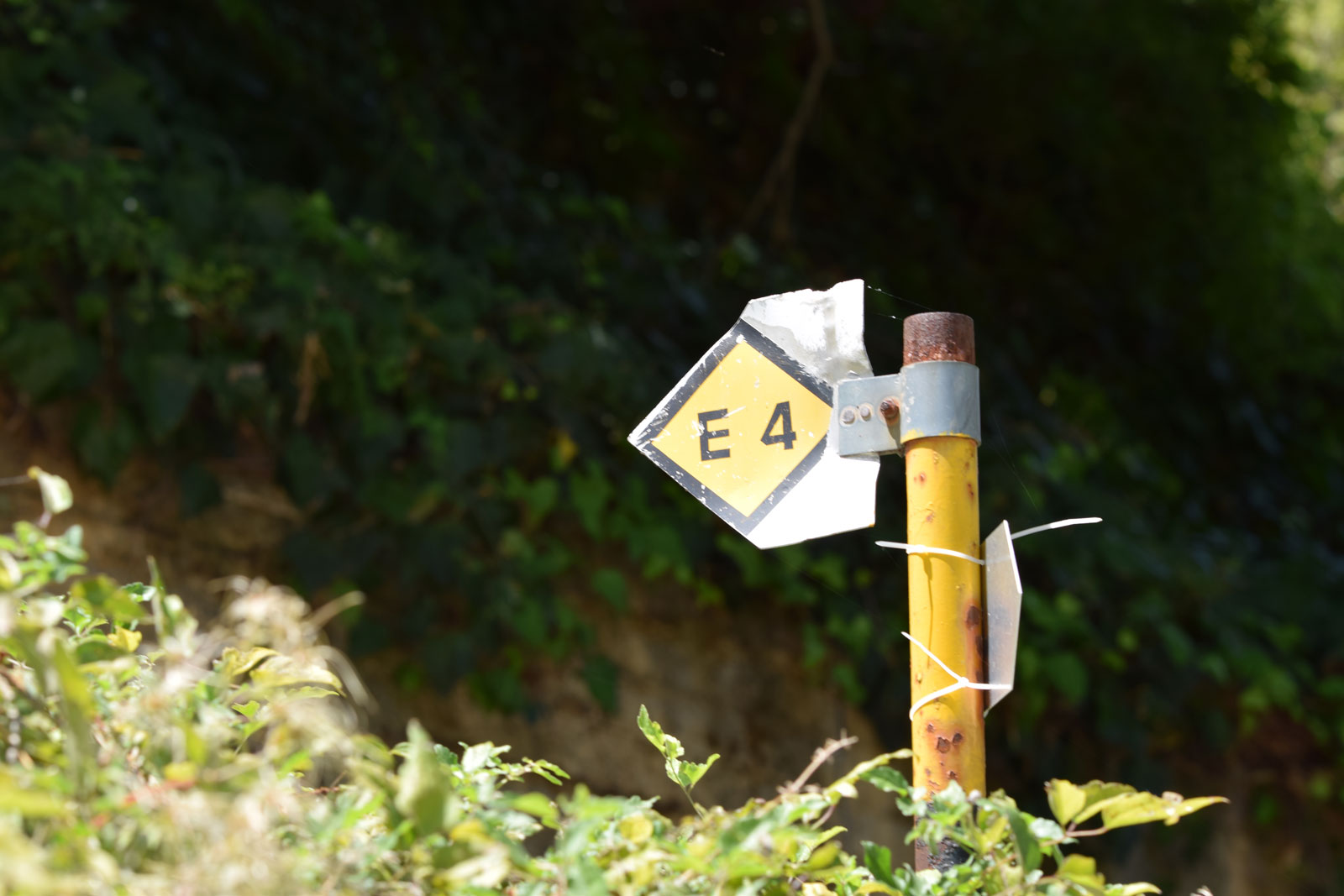
E4 - semn de cale europeană în Ano Doliana

Traseul european de lungă distanță E4 traversează chiar Doliana, ceea ce îl face un loc ideal pentru drumeții.  